# МОІК (футбольний клуб)
МОІК (азерб. MOİK Bakı FK) — азербайджанський футбольний клуб із міста Баку, заснований 1961 року.

## Історія
Футбольний клуб ОІК був створений в 1961 році в Баку і до 1990 року був у підпорядкуванні Міністерства оборони СРСР. Команда ніколи не брала участь в чемпіонаті СРСР і лише 1 раз виступала в Кубку СРСР, проводячи весь час у республіканських турнірах. Клуб є 4-разовим чемпіоном Азербайджанської РСР і 8-разовим володарем Кубка Азербайджанської РСР.
Після отримання незалежності, з 1993 року команда опинилась в підпорядкуванні Міністерства оборони Азербайджану і стала виступати у Першому дивізіоні, а в 1995 році вперше пробилася у Вищу лігу Азербайджану.
Перед стартом сезону 2003/04 команда змінила свою назву на МОІК (азерб. Mərkəzi Ordu Idman Klubu, укр. — Центральний спортивний клуб армії).
Клуб став класичною командою-ліфтом, яка неодноразово вилітала з вищого дивізіону, але за кілька сезонів знову туди поверталась. Так клуб грав у вищому дивізіоні у 1995—2000, 2001—2006, 2008—2009 та 2010—2011 роках. Найкращим результатом в чемпіонатах клубу, що став переможцем Першого дивізіону 2000/01 і 2018/19, було 7-ме місце у Вищій лізі у 1998 та 2002 роках.
2019 року клуб виграв Перший дивізіон але очікуваного підвищення до вищого дивізіону не відбулося.

## Досягнення
- Чемпіон Азербайджанської РСР (4): 1962, 1968, 1970, 1979
- Володар Кубка Азербайджанської РСР (8): 1962, 1963, 1969, 1970, 1973, 1974, 1976, 1978